# Stapleton (Richmondshire)
Stapleton is een civil parish in het Engelse graafschap North Yorkshire. In 2001 telde het dorp 211 inwoners.